# Thomas Rogne
Thomas Rogne est un footballeur norvégien, né le 29 juin 1990 à Bærum en Norvège. Il évolue actuellement au Helsingborgs IF comme défenseur central.

## Biographie

### En club
Rogne débute en 2007 avec l'équipe pro du Stabæk Fotball. Victime d'une rupture des ligaments du genou pendant la préparation de la saison 2008, Rogne ne participe à aucune rencontre de la saison et ne participe donc pas au sacre de son équipe en Championnat de Norvège. La saison suivante, l'équipe se classe troisième et participe aux tours préliminaires de la Ligue des champions.
Le 20 janvier 2010, Thomas Rogne rejoint le club écossais du Celtic FC de Glasgow. Sous les ordres de Neil Lennon, il remporte deux championnats écossais et participe à la Ligue des champions.
Le 1er juillet 2013, il s'engage avec Wigan Athletic qui dispute la Ligue Europa. Après le départ de Roberto Martínez, le club connait une période d'instabilité. Le nouvel entraîneur Owen Coyle est démis de ses fonctions après six mois d'exercice et remplacé par Uwe Rösler, puis Malky Mackay.
Le 14 mars 2015, le défenseur signe pour deux ans à l'IFK Göteborg.
Le 1er août 2017 il rejoint le Lech Poznań. Après une année blanche, il retrouve la Ligue Europa la saison suivante.

### En équipe nationale
Avec les espoirs norvégiens, il inscrit deux buts, contre l'Islande et la France, lors des éliminatoires du championnat d'Europe. Il dispute ensuite la phase finale du championnat d'Europe espoirs en 2013. Lors de cette compétition organisée en Israël, il joue deux matchs, en officiant comme capitaine contre l'Italie. La Norvège s'incline en demi-finale face à l'Espagne.
Il reçoit sa première sélection en équipe de Norvège le 29 février 2012, en amical contre l'Irlande du Nord (victoire 0-3). Le 15 août 2012, il joue son second match, en amical contre la Grèce (défaite 2-3). En 2016, il se voit rappelé en équipe nationale, mais reste sur le banc des remplaçants.

## Palmarès
- Celtic FC
  - Champion d'Écosse en 2012 et 2013

## Vie privée
Thomas Rogne est en couple depuis 2016 et marié depuis mai 2019 avec l'internationale norvégienne Ada Hegerberg qui évolue actuellement à Lyon et qui a remporté le trophée du Ballon d'Or 2018.